# Рю-де-ла-Помп (станция метро)
Рю-де-ла-Помп (фр. Rue de la Pompe) — станция линии 9 Парижского метрополитена, расположенная в XVI округе Парижа. Своё название получила по улице Рю-де-ла-Помп, проложенной на месте дороги к бывшему замку Ла-Мюэт.
В 400 метрах от станции метро расположена станция линии C RER «Авеню Генри Мартен», однако официальной пересадкой между линиями является соседняя станция метро «Ля-Мюэт».

## История
Открыта 8 ноября 1922 года в составе первого пускового участка линии 9 Трокадеро — Экзельман.
Пассажиропоток по станции по входу в 2011 году, по данным RATP, составил 3 081 914 человек. В 2012 году он вырос до 3 176 907 человек, а в 2013 году незначительно снизился до 3 138 962 пассажиров (167 место по пассажиропотоку в Парижском метро).